# Glumači (opera)
Glumači (ital.: I pagliacci) so opera Ruggiera Leoncavalla v dveh dejanjih.
Leta 1890 je opera neznanega učitelja glasbe z italijanskega juga, Ruggiera Leoncavalla, razrešila brezvetrje, pomanjkanje novih idej, ki je po triumfalnem uspehu Verdijeve Aide leta 1870 zajelo italijansko opero. Pietro Mascagni se je odzval na razpis milanskega založnika Sonzogna in predložil svojo opero Cavalleria rusticana po zgodbi siciljanskega pisatelja Giovannija Verge. V italijanski glasbi se je uveljavil nov stil, verizem. Umetniki so opustili vzvišene teme in romantične literarne predloge. Snov za svoje opere so poiskali pri naturalističnih pisateljih pa tudi v črni kroniki in v policijskih zapisnikih, saj so skušali prenesti na operni oder življenje resničnih ljudi v vsej njegovi tragični krutosti. 
Leoncavallo je hitro ocenil, kje se lahko nadeja uspeha. Po dogodku, ki se je leta 1865 pripetil v nekem kalabrijskem mestecu, kjer je ljubosumni mož spektakularno umoril nezvesto ženo, je sam spisal libreto. Pokazal ga je založniku Ricordiju, ta pa je bil skeptičen. Motila ga je prav najbolj izvirna ideja opere, prolog, v katerem ena od glavnih oseb sama napove predstavo. (Prolog je nastal na pobudo baritonista Victorja Maurela, ki je na premieri pel vlogo Tonia, saj je želel, da bi imela »njegova« dramska oseba v predstavi večjo veljavo.) »Le kako naj publika resno vzame to osebo, oblečeno v belega pajaca? Tragično in smešno sta tu preveč pomešana, da bi imela kakršenkoli učinek!« je nergal. 
Založnik je izpustil iz rok priložnost za kraljevski dobiček, saj je Leoncavallo z Glumači zaslužil več, kot Verdi z vsemi svojimi operami skupaj. Ricordijev tekmec Sonzogno je bil bolj jasnoviden. Opero je za 3000 lir odkupil pod istimi pogoji kot dve leti poprej od Mascagnija Cavallerio rusticano: pridržal si je 30 odstotkov od tantiem za dvajset let. 
Glumači so bili prvič izvedeni v gledališču Teatro dal Verme v Milanu, 21. junija 1892. Dirigiral je mladi Arturo Toscanini, ki je še malo prej igral violončelo v orkestru milanske Scale. Uspeh je bil velikanski in Leoncavallo ga ni več ponovil z nobenim drugim delom. 
Glumače redno imajo na repertoarju prav vsa operna gledališča na svetu in navadno jih uprizarjajo skupaj s Cavallerio rusticano. Operi dajejo posebno notranjo moč konsistentnost dramske zgodbe, mojstrska enotnost glasbe in libreta in poigravanje z idejo gledališča v gledališču. Le ta v drugem dejanju zgosti skoraj neznosno napetost med komičnim dogajanjem v gledališki predstavi in vrtincem ljubosumja, strahu, izzivanja usode, poželenja in ljubezni, ki žene dramske osebe proti tragični razrešitvi. Nemirna, z južnoitaljanskimi ljudskimi melodijami obarvana glasba niha med pritajeno grozo, igrivo eleganco commedie dell'arte, patetiko arij in dramatičnimi kontrasti odrskih konfliktov. Obe dejanji povezuje umetelno izdelan stavek za orkester, eden najlepših med množico romantičnih opernih intermezzov. Glasba zapelje naša čustva v premočrtni svet odrskih junakov: sočustvujemo z zaljubljencema, strah nas je za Neddo, ko se poigrava s Toniem in Caniem, sprašujemo se, kakšne duševne muke so naredile iz Tonia škodoželjno in maščevalno pošast, trpimo s Caniem, ki se mora na odru pred vsemi norčevati iz lastne nesreče. Leoncavallo je v enkratnem navdihu ustvaril delo, v katerem lahko vsakdo ugleda zgoščen in idealiziran odsev lastnih življenjskih stisk. Navsezadnje življenje od vseh in ne le od umetnikov zahteva, da živimo in delamo ne glede na to, kaj pri tem mislimo in čutimo.
Najbolj slavna arija te opere je arija Cania »Ridi, pagliaccio« (Smej se, klovn), ki tudi sicer spada med najbolj znane tenorske arije v operni glasbi.

## Pevske vloge
- Canio, vodja vaških komedijantov (v drugem dejanju Pagliaccio, klovn) (tenor).
- Nedda, njegova žena (v drugem dejanju Columbina) (sopran).
- Tonio (v drugem dejanju Taddeo) (bariton).
- Beppe (v drugem dejanju Arlecchino) (tenor).
- Silvio, mladi kmet (tenor).

## Vsebina
V prologu pevec, ki upodablja lik Tonia, občinstvu naroči, naj se ne pusti zapeljati pisanim likom commedie del'arte – gre namreč za resnične ljudi in resnično zgodbo – za »košček življenja«.
Kmetje v vasi Montalto navdušeno pozdravijo skupino glumačev. Njihov vodja Canio za zvečer napove veliko predstavo. Canio je poročen z mlado Neddo, okoli nje pa se smuka tudi Tonio. Cania zato razjeda ljubosumje. Tudi ko Tonio galantno pomaga Neddi z voza, se Canio ne more brzdati in mu prisoli klofuto. Množica se ob prizoru seveda imenitno zabava – Tonia to jezi, Cania pa ne gane. Povsem resen jim pojasni, da v predstavi lahko igra rogonosca, v resničnem življenju pa to nikakor ne namerava biti ter da bi bil njegov odziv na ženino nezvestobo povsem drugačen od odziva, kakršnega mora kot Bajazzo odigrati v komediji. V resnici bi plačala z življenjem!
Nato z Beppom odide v gostilno, Tonio pa hitro izkoristi priložnost. Zaradi ponižujoče klofute je namreč besen in sklene, da se bo Caniu maščeval. Od Nedde zahteva ljubezen. Ker postane nasilen, se ga Nedda ubrani z bičem. Besen zagrozi z maščevanjem in se umakne. Pojavi se mladi vaščan Silvio, Neddin skrivni ljubimec. Kot že nekajkrat poskuša prepričati Neddo, naj zapusti nasilnega moža in raje pobegne z njim. Nedda omahuje, a privoli. Po predstavi bo ušla. Mlada zaljubljenca se poslovita z dolgim poljubom. Tonio, ki je skrivaj opazoval prizor, pokliče Cania iz gostilne. Silviu zadnji hip uspe preplezati zid in pobegniti. Canio od Nedde zahteva ime ljubimca – zaman. V besu ji zagrozi z nožem, a vmeša se Beppo in Cania zadrži. Tonio ga miri, naj še potrpi, saj bo ljubimec morda med gledalci nocojšnje predstave. Canio skrušen odide za oder in se začne pripravljati na predstavo, pretresen, ker bo moral igrati v takšnem razpoloženju.
Tik pred začetkom predstave se pri pobiranju vstopnine Neddi ponudi priložnost, da posvari Silvia. Občinstvo napeto pričakuje začetek predstave. Končno se dvigne zavesa. Bajazzo (Canio) je zdoma in kot po navadi se bo vrnil šele zvečer. Žena Colombina (Nedda) priložnost izkoristi in si čas krajša z ljubimcem Harlekinom (Beppo). Ta ji dvori z zaljubljeno serenado. Neumni Taddeo (Tonio) prav tako dvori Colombini in kot povračilo za piščanca, ki ji ga je prinesel s tržnice, zahteva njeno ljubezen. A Colombina ga na hitro odslovi, saj se skozi okno v sobico zavihti Harlekin. Z ironičnim blagoslovom srečnih ljubimcev se Taddeo ob smehu občinstva umakne s prizorišča. Med večerjo Harlekin Colombini izroči napitek, s katerim naj omami moža, da bosta lahko skupaj pobegnila. A nenapovedano se prikaže Bajazzo in Harlekin pobegne skozi okno, njegov beg pa Colombina pospremi z vzklikom, s kakršnim se je Nedda zjutraj v resnici poslovila od bežečega Silvia. Podobnost prizora z resničnim življenjem povsem zmede Cania, tako da pozabi, da je na odru in besen ponovno zahteva ljubimčevo ime. Nedda ga zavrne. Občinstvo se zabava, misleč, da se komedija nadaljuje. Tudi Nedda še ostaja v vlogi Colombine in hladnokrvno nadaljuje igro, čeprav ji je zdaj že jasno, da mož misli povsem resno. Ker Caniu ne uspe izvedeti imena, v slepem besu zabode Neddo. Med umiranjem vzklikne Silvievo ime. Mladenič plane na oder, da bi ji pomagal, a tudi njega zadene Canievo bodalo. 
Nato se pretreseni Canio zlomi, preden pa ga kmetje primejo in odvedejo, z odra zazvenijo njegove besede: »Komedija je končana!«